# Skydning (henrettelse)
 For alternative betydninger, se Skydning. (Se også artikler, som begynder med Skydning)
Henrettelse ved skydning (også kaldet arkebusering) er en henrettelsesmetode som især forekommer i krigstid. En peloton, sædvanligvis en gruppe (8-10) soldater, beordres til samtidig at skyde på den dødsdømte, som oftest er en desertør eller spion. Således henrettede besættelsesmagten i Danmark fra 1943 til 1945 modstandsfolk ved skydning i Ryvangen.
Fra 1946 til 1950 blev der i Danmark henrettet 46 civile ved skydning. De var alle idømt dødsstraf for forbrydelser begået under 2. verdenskrig. I disse tilfælde bestod henrettelsespelotonen af politifolk.
Inden geværet var indført, forekom henrettelse med bue og pil (se Sebastian).
I nogle lande anses skydning for at være en ærefuld form for henrettelse.[kilde mangler] Krigsforbrydere bliver hængt ligesom andre kriminelle. Efter 2. verdenskrig ansøgte tre dødsdømte i Nürnberg om i stedet at blive skudt. Det var officererne Hermann Göring, Wilhelm Keitel og Alfred Jodl. Ansøgningen blev afslået.
Krigsforbrydere i Polen og Sovjetunionen og Norge blev henrettet ved skydning.
Dødsstraffen ophævedes i militær straffelov 1978. Pr. 1. januar 1993 ophævedes dødsstraf i det særlige tillæg til straffeloven fra 1945. Kun Fremskridtspartiet stemte imod.